# Elaeocarpus zeylanicus
Elaeocarpus zeylanicus là một loài thực vật có hoa trong họ Côm. Loài này được (Arn.) Mast. mô tả khoa học đầu tiên năm 1874.